# Luca Fonnesu
Luca Fonnesu (Milano, 23 maggio 1960) è un filosofo italiano, docente di filosofia morale presso l'Università di Pavia.

## Biografia
Luca Fonnesu si è laureato in Filosofia a Firenze con Claudio Cesa nel 1984 e nel 1991 ha conseguito il dottorato di ricerca in Filosofia. Nel semestre invernale 1982-83, è stato borsista della Fondazione Robert E. Schmidt di Heidelberg ed immatricolato in quella università. Dal 1990 al 1992 è stato borsista del Deutscher Akademischer Austauschdienst presso il Leibniz-Archiv di Hannover. Dal 1992 al 1994 è stato borsista ‘post-doc’ presso il Dipartimento di Filosofia dell'Università di Firenze. Dal 1995 al 2000 è stato ricercatore in Filosofia politica presso la Scuola Superiore ‘S. Anna' di Pisa.
Dal 2000 al 2007 è stato professore associato di Filosofia morale presso la Facoltà di Lettere e Filosofia dell'Università di Pavia, dal 2007 professore ordinario di Storia della filosofia e successivamente di Filosofia morale, incarico che ricopre tuttora.
Dal 2024 è direttore della Rivista di filosofia, edita dalla casa editrice Il Mulino.
È membro del Consiglio scientifico delle riviste “Giornale critico della filosofia italiana”, “Studi kantiani”, “Verifiche”, “Philosophical Inquiries” e “Con-textos kantianos”.
È socio corrispondente non residente dell'Accademia delle Scienze di Torino.
È socio corrispondente della Accademia toscana di scienze e lettere La Colombaria.
È socio dell'Associazione di cultura e politica "il Mulino".
Dal 2016 al 2022 è stato presidente della Società Italiana di Studi Kantiani.
È stato visiting professor presso le università di Mainz, Clermont-Ferrand, St. Andrews, Halle/Saale.
Dal 2023 è Coordinatore del Corso di dottorato di ricerca in Filosofia FINO (Filosofia del Nord-Ovest), che unisce in convenzione le università di Genova, Pavia, Piemonte Orientale e Torino.

## Interessi di ricerca
La storia dell'etica con particolare attenzione per la tradizione analitica e la discussione contemporanea in metaetica ed etica normativa. Libero arbitrio, obbligo morale e responsabilità. La filosofia classica tedesca tra Kant e Hegel. Il dibattito sulla teodicea nella tradizione filosofica, l'illuminismo europeo.

## Pubblicazioni (scelta)
- Antropologia e idealismo. La destinazione dell'uomo nell'etica di Fichte, Roma-Bari, Laterza 1993.
- Dovere, Scandicci, La Nuova Italia 1998.
- Storia dell'etica contemporanea. Da Kant alla filosofia analitica, Roma, Carocci 2006.
- Per una moralità concreta. Studi sulla filosofia classica tedesca, Bologna, Il Mulino 2010.
- J. G. Fichte, Fondamento del diritto naturale secondo i principi della dottrina della scienza, edizione italiana a cura di L. Fonnesu, Roma-Bari, Laterza 1994.
- Diritto naturale e filosofia classica tedesca, a cura di L. Fonnesu e B. Henry, Pisa, Pacini 2000.
- La verità. Scienza, filosofia, società, a cura di S. Borutti e L. Fonnesu, Bologna, Il Mulino 2005.
- Etica e mondo in Kant, a cura di L. Fonnesu, Bologna, il Mulino 2008.
- Storia dell'etica occidentale a cura di G. Cambiano, L. Fonnesu e M. Mori, 7 voll., Bologna, Il Mulino 2014-15.
- System und Logik bei Hegel, hrsg. von L. Fonnesu u. L. Ziglioli, Hildesheim, Olms 2016.
- Forme della credenza, a cura di L. Fonnesu, num. monografico della “Rivista di filosofia”, CX, 2019, fasc.3.
- Philosophy as Rigorous Science. A Neglected History, a cura di L. Fonnesu e P. Rumore, num. monografico della “Rivista di filosofia”, CXIV, 2023, fasc.3.
- Der Optimismus und seine Kritiker im Zeitalter der Aufklärung, in "Studia leibnitiana", XXVI (1994), pp. 131–162.
- Die Aufhebung des Staates bei Fichte, in “Fichte-Studien”, 11, 1997, pp. 85–977.
- Entre Aufklärung et idéalisme: l'anthropologie de Fichte, in “Révue gérmanique internationale”, 18, 2002, pp. 133–147.
- Giulio Preti e le tradizioni etiche, in P. Parrini – L. M. Scarantino (ed.), Il pensiero filosofico di Giulio Preti, Milano, Guerini 2004, pp. 253–270.
- Errori dell'ontologia. Percorsi della metaetica tra Russell e Mackie, in L. Ceri – S. F. Magni, Le ragioni dell'etica, Pisa, ETS 2004, pp. 23–42.
- The problem of theodicy, in K. Haakonssen (ed.), The Cambridge history of eighteenth century philosophy, Cambridge, Cambridge University Press 2006, pp. 749–778.
- Etica, in L'universo kantiano, a cura di S. Besoli, C. La Rocca e R. Martinelli, Macerata, Quodlibet 2010, pp. 147–187.
- Kant e l'etica analitica, in Continenti filosofici. La filosofia analitica e le altre tradizioni, a cura di M. De Caro e S. Poggi, Roma, Carocci 2011, pp. 79–106.
- Kant on moral certainty, in L. Cataldi Madonna – P. Rumore (hrsg.), Kant und die Aufklärung, Hildesheim-New York, Olms 2011, pp. 183–204.
- Entwicklung und Erweiterung der praktischen Absicht, in Akten des XI. Internationalen Kant-Kongress, hrsg. von S. Bacin, A. Ferrarin, C. La Rocca und M. Ruffing, Berlin, de Gruyter 2013.
- Genealogie della responsabilità, in Quanto siamo responsabili? Neuroscienze, etica e diritto, a cura di M. De Caro, A. Lavazza e G. Sartori, Torino, Codice 2013
- Libertà e responsabilità: dall'utilitarismo classico al dibattito contemporaneo, in M. De Caro, M. Mori, E. Spinelli (eds.), Il libero arbitrio, Roma, Carocci 2014.
- Il ritorno dell’autonomia. Kant e la filosofia classica tedesca, in “Quaderni fiorentini per la storia del pensiero giuridico moderno”, 43, 2014, pp. 25–61.
- Kant on Private Faith and Public Knowledge, in “Rivista di filosofia“, CVI, 2015, pp. 361–390.
- Voci: Ethik; Moralphilosophie; Gewissheit, moralische; Bildung, moralische; Billigung; Blutschuld; Brudermord; Reue; Synkretismus; Zyniker, Zynismus; Untersuchung über die Deutlichkeit 1764; in Kant-Lexikon, hrsg. von S. Bacin, G. Mohr, J. Stolzenberg und M. Willaschek, Berlin, de Gruyter, 3 voll., 2015.
- Morale, in L. Illetterati (ed.), La filosofia classica tedesca, Roma, Carocci, 2016, pp. 323–346.
- Zwischen Wissen und Glauben. Moralität und Religion bei Kant und Fichte, in Fichte und seine Zeit, hrsg. von M. D’Alfonso, C. De Pascale, E. Fuchs und M. Ivaldo, (Fichte-Studien, 43), Leiden, Brill 2016, pp. 128–144 (http://booksandjournals.brillonline.com/content/books/b9789004319820s009).
- Der Begriff der Verantwortung in der Neuzeit und in der Aufklärung, in Handbuch Verantwortung, hrsg. von L. Heidbrink, C. Langbehn u. S. Sombetzki, Wiesbaden, Springer Fachmedien 2016 (http://link.springer.com/referenceworkentry/10.1007/978-3-658-06175-3_6-1).
- Politik als Moral, in M. Mori (hrsg.), Vom Naturzustand zur kosmopolitischen Gesellschaft. Staat und Souveränität bei Kant, Berlin, Springer 2017, pp. 169–189.
- La responsabilità tra teoria e storia. Una proposta, in F. Miano (cur.), Etica e responsabilità, Napoli, Orthotes 2018, pp. 45–59.
- Die Kritik der Kantischen Gesetzesethik bei Fichte und Hegel, in A. Falduto-H. Klemme (eds.), Kant und seine Kritiker/Kant and His Critics, Hildesheim-Zuerich- New York, Olms 2018, pp. 127–140.
- Kant on Communication, in „Studi kantiani”, XXXII, 2019, pp. 11–23.
- Su teoria e prassi in Marx. Abbozzo di una genealogia, in “Giornale critico della filosofia italiana”, XCVIII, 2019, pp. 557–571.
- Jacobi on Kant’s Moral Philosophy, in “Studi kantiani”, XXXIII, 2020, pp. 75–85.
- Teleology and Perfection. Law, Freedom and the Search for Unity, from Kant to the Post-Kantians, in Perfektionismus der Autonomie, ed. by D. Moggach, N. Mooren and M. Quante, Fink Verlag, 2020, pp. 69–88.
- Libertà, in Enciclopedia Italiana di Lettere, Scienze e Arti.  X Appendice dell’Enciclopedia Italiana, Roma, Istituto della Enciclopedia Italiana 2020, vol. II, pp. 22–29.
- La responsabilità tra antichi e moderni, in “Psiche”, VIII, 2021, pp. 37–55.
- Ethics as Theory of Society. Morality and Ethical Life in Fichte’s System of Ethics, in S. Bacin and O. Ware (eds.), Fichte’s System of Ethics. A Critical Guide, Cambridge/New York, Cambridge University Press 2021, pp. 178–200.
- Kant’s Epistemology of Faith in the Critique of Pure Reason, in The Court of Reason. Proceedings of the 13th Kant International Congress, Berlin, de Gruyter 2021, pp. 1969–1977.
- El Pantheismusstreit, in M. Hernandez Marcos-Héctor Del Estal Sanchez (eds.), Conceptos en Disputa, Disputas sobre Conceptos, Madrid, Dykinson 2022, pp. 99–113.
- The Crisis of the Highest Good in Kant’s Thought, in “Journal of Transcendental Philosophy”, 2022 https://doi.org/10.1515/jtph-2021-0032
- L. Fonnesu-P. Rumore, Kant’s Legacy in the aetas kantiana. The Search for a New Principle in Reinhold and Fichte, “Rivista di Filosofia”, CXIV, 2023, pp. 518–546.